# Nepálština
Nepálština (nepálsky नेपाली, nepālī) je jazyk z pahárské větve indoárijských jazyků, kterým se mluví v Nepálu a některých regionech Indie (v indickém Sikkimu plní dokonce úlohu úředního jazyka). Gramaticky i slovní zásobou se podobá garhválštině, byl také ovlivněn sousedními tibetobarmskými jazyky.

## Název
Nepálštinu nelze zaměňovat s nevarštinou, která sama sebe nazývá नेपालभाषा nēpālbhāšā. Výraz Nepál původně označoval pouze údolí kolem Káthmándú a nevarština je tibetobarmský jazyk jeho obyvatel. Původním názvem pro nepálštinu je खस कुरा khas kurā, tedy jazyk Khasů, rolníků z údolí řek Karnálí a Bhérí v západním Nepálu. Tento název vznikl jako protiklad ke खाम कुरा khām kurā, skupině tibetobarmských nářečí používaných Khámy, tj. obyvateli vysočiny, která odděluje karnálsko-bhérskou kotlinu od údolí Kálí Gandakí ve středním Nepálu.
Při sjednocování Nepálu získávala khas kurá postupně na významu. Až do roku 1930 byl však Nepál znám pod jménem Gurkha a jazyk jeho vládnoucí vrstvy jako gurkhština. Teprve po rozšíření názvu Nepál na celou zemi se i jazyku začalo říkat nepálština.
V Bhútánu se nepálštině říká lhotshammikha, tedy „jižní“ jazyk lidu Lhotshampa.

## Historie a rozšíření
Jako všechny indoárijské jazyky se nepálština vyvinula ze sanskrtu. První nepálské nápisy pocházejí ze 14. století, jako literární jazyk funguje od století sedmnáctého. Dnes je nepálština úředním jazykem Nepálu a indického státu Sikkim (zatímco všeindická hindština a angličtina se objevují v komunikaci s federálními úřady).

## Charakteristika

Mapa jazyka v rámci regionu

Na rozdíl od hindštiny se v nepálštině neprojevuje tak silný persko-arabský vliv, zato byla gramaticky i lexikálně ovlivněna tibetobarmskými jazyky. Slovosled je poměrně pevný a řadí nepálštinu mezi SOV jazyky (subject – object – verb), tedy nejdříve podmět, pak předmět a nakonec sloveso. Fonetickou výbavu více méně sdílí s ostatními indoárijskými jazyky, významným rysem jsou přídechové varianty ražených souhlásek a zvláštní řada retroflexních hlásek ṭ – ṭh – ḍ – ḍh – ṇ.

## Abeceda a výslovnost
Nepálština používá písmo dévanágarí, ve kterém každá souhláska obsahuje implicitní samohlásku a a případné jiné samohlásky se vyznačují diakritickými znaménky nad, pod, před nebo za souhláskou. Kromě toho existují i samostatné znaky pro samohlásky, které stojí na začátku slabiky.
Tradiční abecední pořadí písmen v dévanágarí a dalších příbuzných písmech je podle fonetických vlastností, tedy nejdříve samohlásky, pak souhlásky, nejdříve ražené v pěti řadách podle místa tvorby (ka, ča, ṭa, ta, pa), v rámci řady vždy dvojice neznělých (bez přídechu a s přídechem), dvojice znělých a odpovídající nosová souhláska. Nakonec přicházejí polosamohlásky, sykavky a ostatní.
| dévanágarí:    | अ | आ | इ | ई | उ | ऊ | ऋ  | ए | ऐ  | ओ | औ  | अं     | अँ | अः  | क | ख  | ग | घ  | ङ  | च | छ  | ज  | झ   | ञ | ट | ठ  | ड | ढ  | ण  | त | थ  | द | ध  | न | प | फ    | ब | भ  | म | य | र | ल | व | श | ष | स | ह |
| transliterace: | a | ā | i | ī | u | ū | r̥  | ē | ai | ō | au | aṃ    | ~ | aḥ | k | kh | g | gh | ng | č | čh | j  | jh  | ň | ṭ | ṭh | ḍ | ḍh | ṇ  | t | th | d | dh | n | p | ph   | b | bh | m | y | r | l | v | ś | ṣ | s | h |
| výslovnost:    | a | á | i | í | u | ú | ri | é | aj | ó | au | an/am | ~ | ah | k | kh | g | gh | ng | č | čh | dž | džh | ň | t | th | d | dh | ng | t | th | d | dh | n | p | ph/f | b | bh | m | j | r | l | v | š | š | s | h |

- Písmena अ, आ, ओ, औ, झ, ण mají v nepálštině alternativní tvary – srovnej tabulku Omniglotu pro hindštinu a pro nepálštinu. V nepálštině lze používat oba tvary dotyčných písmen.[2]
- Implicitní samohláska a se ve skutečnosti vyslovuje někde mezi českým a a švou (ə). Fonetická abeceda tuto hlásku označuje ʌ.
- Samohlásky ए (ē) a ओ (ō) jsou polodlouhé nebo dlouhé, protože však nemají krátké protějšky, mnohdy se přepisují do latinky jen jako e, resp. o.
- Samohlásky ऐ (ai) a औ (au) si na rozdíl od hindštiny uchovaly výslovnost jako dvojhlásky.
- Písmeno ऋ v sanskrtu označovalo slabikotvorné r, které se považovalo za samohlásku. V moderní nepálštině se však vyslovuje jako slabika ri. (Proto se také samotný název jazyka sanskrt přepisuje do angličtiny jako sanskrit.)
- Retroflexní (cerebrální) souhlásky ट, ठ, ड, ढ, ण se vyslovují tak, že se špička jazyka opře o tvrdé přední patro místo o zuby.
- Naopak řada odpovídajících zubových souhlásek त, थ, द, ध, न se vyslovuje více vepředu (větší kontakt jazyka se zuby) než české t, th, d, dh, n. Někdy se tedy tyto hlásky mohou blížit spíše znělému a neznělému anglickému th.
- Písmeno व (v) se vyslovuje mezi českým [v] a anglickou polosamohláskou [w]. Na konci slova se vyslovuje jako [o] ve dvojhlásce s předchozí samohláskou, např. देव dēv [deo].
- Písmena श (ś) a ष (ṣ) se vyslovují [š]. Rozdíl, který mezi nimi byl v sanskrtu, z moderní nepálštiny vymizel.
- Znaménko ं se nazývá anusvár (अनुस्वार) nebo vindu (विंदु, tečka) a obvykle se jím vyznačuje připojení nosové souhlásky za slabiku, nad níž se objeví. V praxi to znamená, že se na konci slabiky objeví nosová souhláska ze stejné řady, jako je počáteční souhláska následující slabiky (např. před k se objeví ng, před b se objeví m atd.). V psaném textu se však stále ještě objevuje duální pravopis se zápisem příslušné nosové souhlásky. Někdy plní anusvár funkci anunásiku.
- Znaménko ँ se nazývá anunásik (अनुनासिक), též čandravindu (चंद्रविंदु, měsíc-tečka), a označuje nazalizaci samohlásky ve slabice, nad kterou se objeví. Ve spojení se samohláskami zapisovanými nad souhláskou se používá anusvár.
- Znaménko ः se nazývá visarg (विसर्ग) a označuje přídech za slabikou, za níž se objeví.
- Znaménko ् se nazývá virám nebo hal (हल्) a jeho připojení k souhlásce ruší inherentní a. V psaném textu se ale objevuje zřídka, protože pro zápis dvou a více po sobě jdoucích souhlásek se obvykle používají spřežky. (Až na pár výjimek vypadají jako první polovina první souhlásky plus celá druhá, takže obvykle není problém je přečíst.) Virám má však nezastupitelnou roli při zpracování nepálštiny na počítači: uživatel zapíše třeba ka+virám+ša a teprve software zodpovědný za práci s fontem zařídí, že se místo těchto tří znaků objeví znak spřežky kša.
- Existují i případy, kdy se implicitní samohláska nevyslovuje, přestože není použit virám ani spřežka. Je to zejména na konci slova, a pak také ve druhém znaku (slabice), jestliže třetí znak obsahuje jinou než implicitní samohlásku nebo když se slovo skládá z více než tří znaků (slabik).

## Gramatika

### Podstatná jména
Podstatná jména rozlišují rod mužský, ženský a střední. (N. K. Guha se zmiňuje i o čtvrtém, společném rodě pro zvířata bez rozlišení pohlaví, ale tento rod se neodráží v zájmenech ani ve slovesech a přídavných jménech, se kterými se podstatné jméno ve větě váže.) Přiřazení podstatného jména k rodu se řídí pohlavím; jména neživých věcí jsou rodu středního.
Množné číslo se tvoří příponou -हरू -harū. Podstatná jména, která v jednotném čísle končí na -ओ -ō, navíc mění v množném čísle tuto koncovku na -आ -ā. Přípona -हरू není povinná. Pokud je vynechána u podmětu, lze jeho množné číslo rozpoznat podle tvaru slovesa. Případná změna koncového -ओ na -आ se ale provede v každém případě. Příklady:
- छोरो čhōrō syn छोराहरू, छोरा čhōrāharū, čhōrā synové
- गाई gāī kráva गाईहरू, गाई gāīharū, gāī krávy
- मानिस मरयो mānis maryō „Muž zemřel.“
- मानिस मरे mānis marē „Muži zemřeli.“

Podle tradiční indické gramatiky podstatná jména rozlišují osm pádů (vibhakti), ale za pády se považují i některá spojení podstatných jmen se záložkami (postpozicemi). Záložky vyžadují konkrétní pád podstatného jména, se kterým se pojí (často genitiv).
|                                 | Jednotné číslo                                                                        | Množné číslo                                                                        |
| Nominativ कर्ताकारक kartākārak     | बालक, बालकले bālak, bālaklē chlapec                                                      | बालकहरू, बालकहरूले bālakharū, bālakharūlē chlapci                                        |
| Akuzativ कर्मकारक karmakārak      | बालक, बालकलाई bālak, bālaklāī chlapce                                                    | बालक, बालकहरूलाई bālak, bālakharūlāī chlapce                                            |
| Instrumentál करणकारक karaṇakārak | बालकले bālaklē chlapcem                                                                 | बालकहरूले bālakharūlē chlapci                                                          |
| Dativ सम्प्रदानकारक sampradānkārak  | बालकलाई, बालकके bālaklāī, bālakakē chlapci                                                | बालकहरूलाई, बालकहरूके bālakharūlāī, bālakharūkē chlapcům                                  |
| Ablativ अपादानकारक apādānkārak     | बालकदेखि, बालकदेखिन्, बालकबाट bālakdēkhi, bālakdēkhin, bālakbāṭ od chlapce                     | बालकहरूदेखि, बालकहरूदेखिन्, बालकहरूबाट bālakharūdēkhi, bālakharūdēkhin, bālakharūbāṭ od chlapců |
| Genitiv सम्बन्धकारक sambandhakārak | बालकको, बालककी, बालकका bālakakō, bālakakī, bālakakā chlapce, chlapcův, chlapcova, chlapcovo | बालकहरूको, बालकहरूकी, बालकहरूका bālakharūkō, bālakharūkī, bālakharūkā chlapců                |
| Lokativ अधिकरणकारक adhikaraṇkārak | बालकमा bālakmā v chlapci, na chlapci                                                    | बालकहरूमा bālakharūmā v chlapcích, na chlapcích                                        |
| Vokativ सम्बोधनकारक sambōdhankārak | हे बालक hē bālak chlapče                                                                | हे ओ बालकहरू हो hē ō bālakharū hō chlapci                                               |

- Volba genitivní koncovky závisí na rodě a čísle přivlastňovaného podstatného jména: koncovka -की je určena pro ženský rod, koncovka -का pro množné číslo. Příklady:
  - रामको छोरो rāmkō čhōrō „Rámův syn“
  - रामका छोराहरू rāmkā čhōrāharū „Rámovi synové“
  - रामकी छोरी rāmkī čhōrī „Rámova dcera“
  - रामका छोरीहरू rāmkā čhōrīharū „Rámovy dcery“
- Záložky dále zjemňují systém pádů (vibhakti). Příklady:

- लागि lāgi

Odpovídá české předložce „pro“. Pojí se s genitivem. Příklad: बालकको लागि bālakakō lāgi „pro chlapce“. Celé spojení má význam podobný dativu a bývá pod něj někdy řazeno (N. K. Guha).
- -ले -lē

Tato záložka (resp. koncovka) se používá s nominativem původce děje u přechodných sloves v dokonavých časech. Původce děje se odborně označuje též jako agens, proto se tato vazba nazývá agenciál.
- -लाई -lāī

Koncovka akuzativu (předmětového pádu). Používá se pouze u podstatných jmen a zájmen označujících lidské bytosti a i u nich se vynechává, pokud předcházelo podstatné jméno v dativu.

### Přídavná jména
Některá přídavná jména jsou nesklonná, některá mění tvar podle čísla a v jednotném čísle i podle rodu.
Koncovka -ओ -ō se v množném čísle mění na -आ -ā:
- कालो कोट kālō kōṭ = „černý kabát“
- काला कोट kālā kōṭ = „černé kabáty“
- गोरो छोरो gōrō čhōrō = „bílý syn“
- गोरा छोरा gōrā čhōrā = „bílí synové“

Rod přídavných jmen se mění jen v jednotném čísle a jen u životných jmen z mužského na ženský. Koncovka -ओ -ō a některá -आ -ā (-हा -hā, -वा -vā, -टा -ṭā) se mění na -ई -ī:
- कालो केटो kālō kēṭō = „černý chlapec“
- काली केटी kālī kēṭī = „černá dívka“
- काला केटाहरू अथवा केटीहरू kālā kēṭāharū athavā kēṭīharū = „černí chlapci nebo dívky“

Další příklady přídavných jmen:
- ठूलो ṭhūlō = „velký“
- सानो sānō = „malý“
- नयाँ nayā̃ = „nový“
- पुरानो purānō = „starý“
- असल asal = „dobrý“
- खराब kharāb = „špatný“

#### Stupňování přídavných jmen
Stupňování se neprojevuje přímo na tvaru přídavných jmen. Druhý stupeň se tvoří připojením přípony nikoli k přídavnému jménu, ale k tomu podstatnému jménu, které vykazuje vyšší míru vlastnosti. Třetí stupeň se tvoří zcela analyticky pomocí příslovce, které lze přeložit do češtiny jako „nejvíce“.
1. stupeň:
| Nepálsky:      | यो फूल राम्रो छ।             |
| Transliterace: | Yō phūl rāmrō čha.      |
| Doslova:       | Tento květina hezký je. |
| Překlad:       | Tato květina je hezká.  |

2. stupeň:
| Nepálsky:      | यो फूल त्यो फूलभन्दा राम्रो छ।                       |
| Transliterace: | Yō phūl tyō phūlbhandā rāmrō čha.          |
| Doslova:       | Tento květina tamten květina-než hezký je. |
| Překlad:       | Tato květina je hezčí než tamta květina.   |

3. stupeň:
| Nepálsky:      | यो फूल सबैभन्दा राम्रो छ।                   |
| Transliterace: | Yō phūl sabaibhandā rāmrō čha.      |
| Doslova:       | Tento květina všechno-než hezký je. |
| Překlad:       | Tato květina je nejhezčí ze všech.  |

### Zájmena
Používání osobních zájmen jako podmětu není povinné. Zájmena vyjadřují různé stupně zdvořilosti. Tykání je ve většině indoárijských jazyků jednosměrné, vyjadřuje společenskou nadřazenost toho, kdo tyká, nad tím, komu tyká: používá se při hovoru s dítětem nebo se sluhou. Použije-li se vůči někomu jinému, dává se tím najevo pohrdání. Výjimkou z tohoto pravidla jsou božstva, kterým se při modlitbě tyká také. Naopak pro vyjádření úcty slouží zvláštní zájmeno तपाई tapāī, které se také pojí se zvláštními slovesnými tvary.
Zájmena 3. osoby rozlišují vzdálenost a blízkost. Standardní on/oni jsou vzdálení, tato zájmena lze tedy také přeložit jako tamten/tamti. Pro osoby nacházející se blízko se použijí jiná zájmena s významem tento/tito.
|          | Jednotné číslo    | Množné číslo             |
| 1. osoba | म ma já           | हामी hāmī my               |
| 2. osoba | तँ tã ty           | तिमी timī vy               |
| 3. osoba | त्यो tyō on, tamten | तिनीहरू tinīharū oni, tamti |
|          | यो yō tento        | यिनीहरू yinīharū tito       |

Ukazovací (दर्शक darśak), tázací (प्रश्नार्थक praśnārthak) a vztažná (सम्बन्धी sambandhī) zájmena (též zájmenná přídavná jména a zájmenná příslovce) se často vyskytují ve čtveřicích: dva tvary ukazovací (blízko a daleko) a po jednom tvaru vztažném a tázacím (na rozdíl od češtiny, kde se většina tázacích a vztažných zájmen shoduje, v nepálštině se tyto kategorie odlišují).
|              | Ukazovací                     |                                              | Vztažné                    | Tázací                                        |
| Který        | यो yō tento                    | त्यो / उ tyō / u tamten                        | जो, जुन džō, džun kdo, který | को, कुन kō, kun kdo, který                      |
| Kde          | यहाँ yahā̃ tady                  | वहाँ vahā̃ tam                                  | जहाँ džahā̃ kde               | कहाँ kahā̃ kde                                   |
| Kam          | यहाँ सम्म yahā̃ samma sem         | वहाँ सम्म vahā̃ samma tam                        | जहाँ सम्म džahā̃ samma kam     | कहाँ सम्म kahā̃ samma kam                         |
| Jak          | यस्तो yastō jako tohle          | त्यस्तो tyastō jako tamto                       | जस्तो džastō jako            | कस्तो kastō jak                                 |
| Pro koho, co | यस्को निम्ति yaskō nimti pro tohle | उस्को / त्यस्को निम्ति uskō / tyaskō nimti pro tamto | किन भने kina bhanē protože   | के को निम्ति / किन kē kō nimti / kina pro co / proč |

Některá „zájmenná přídavná jména“ mají jiný tvar v množném čísle.
| Jednotné číslo | यो, यस, त्यो, सो, त्यस, उ, उस, जो, जुन, जस, को, कुन, कस                    |
| Transliterace  | yō, yasa, tyō, sō, tyasa, u, usa, džō, džun, džasa, kō, kun, kasa |
| Překlad        | tento, tamten, který, kdo, co                                     |
| Množné číslo   | यी, ती, ऊ, जो, जुन, को, कुन                                             |
| Transliterace  | yī, tī, ū, džō, džun, kō, kun                                     |
| Překlad        | tito, tamti, kteří, kdo, co                                       |

Příklady:
- यो किताब yō kitāb = tato kniha
- कुन घर kun ghar = který dům
- त्यो मानिस tyō mānis = tamten muž

### Číslovky
Na číslovkách je dobře vidět příbuznost nepálštiny se slovanskými a ostatními indoevropskými jazyky.
| १  | एक | ēk   | jeden |
| २  | दुह | duh  | dva   |
| ३  | तीन | tīn  | tři   |
| ४  | चार | čār  | čtyři |
| ५  | पाँच | pā̃č  | pět   |
| ६  | छः  | čhaḥ | šest  |
| ७  | सात | sāt  | sedm  |
| ८  | आठ | āṭh  | osm   |
| ९  | नौ  | nau  | devět |
| १० | दश | daś  | deset |

### Slovesa
Infinitiv má příponu -नु -nu. Slovesný kmen je část infinitivu bez této přípony.

#### Pomocné sloveso छुनु
Pomocné sloveso छुनु čhunu „být“ v jednoduchém přítomném čase:
|          | Jednotné číslo                       | Množné číslo                         |
| 1. osoba | म छु ma čhu já jsem                   | हामी छौं hāmī čhaun my jsme              |
| 2. osoba | तँ छस् tã čhas ty jsi                  | तिमी छौ timī čhau vy jste               |
| zdvořile | तपाई हुनु हुन्छ tapāī hunu hunčha vy jste | तपाई हुनु हुन्छ tapāī hunu hunčha vy jste |
| 3. osoba | त्यो छ tyō čha on je                   | तिनीहरू छन् tinīharū čhan oni jsou       |

## Základní fráze
mero nām ālok ho मेरो नाम आलोक हो = Moje jméno je Alok
ma nepālī hũ म नेपाली हूँ = Jsem Nepálec

## Vzorový text

### Všeobecná deklarace lidských práv
| nepálsky    | सबै व्यक्तिहरू जन्मजात स्वतन्त्र हुन् ती सबैको समान अधिकार र महत्व छ। निजहरूमा विचार शक्ति र सद्विचार भएकोले निजहरूले आपस्तमा भ्रातृत्वको भावनाबाट व्यवहार गर्नु पर्छ।                                                                          |
| transkripce | Sabai vyaktiharū janmajāt svatantra hun tī sabaikō samān adhikār ra mahatva cha. Nijaharūmā vicāraśakti ra sadvicār bhaēkōlē nijaharūlē āpastmā bhrātr̥tvakō bhāvanābāṭ vyavahār garanu parcha. |
| česky       | Všichni lidé se rodí svobodní a sobě rovní co do důstojnosti a práv. Jsou nadáni rozumem a svědomím a mají spolu jednat v duchu bratrství.                                                     |